# Aphantaulax
Genre
Aphantaulax est un genre d'araignées aranéomorphes de la famille des Gnaphosidae.

## Distribution
Les espèces de ce genre se rencontrent en Afrique, en Asie, en Europe et en Australie.

## Liste des espèces
Selon World Spider Catalog (version 21.0, 15/05/2020) :
- Aphantaulax albini (Audouin, 1826)
- Aphantaulax australis Simon, 1893
- Aphantaulax cincta (L. Koch, 1866)
- Aphantaulax ensifera Simon, 1907
- Aphantaulax fasciata Kulczyński, 1911
- Aphantaulax flavida Caporiacco, 1940
- Aphantaulax inornata Tucker, 1923
- Aphantaulax katangae (Giltay, 1935)
- Aphantaulax rostrata Dankittipakul & Singtripop, 2013
- Aphantaulax scotophaea Simon, 1908
- Aphantaulax signicollis Tucker, 1923
- Aphantaulax stationis Tucker, 1923
- Aphantaulax trifasciata (O. Pickard-Cambridge, 1872)
- Aphantaulax univittata Thorell, 1897
- Aphantaulax voiensis Berland, 1920
- Aphantaulax zonata Thorell, 1895

## Publication originale
- Simon, 1878 : Les arachnides de France. Paris, vol. 4, p. 1-334 (texte intégral).